# IC 2096
IC 2096 ist eine zufällige Sternkonstellation im Sternbild Eridanus südlich des Himmelsäquators, die der Astronom Isaac Roberts am 17. Februar 1903 fälschlich als IC-Objekt beschrieb.